# 羽鳥靖子
羽鳥靖子（1945年4月23日—）是日本的女聲優，東京都出身，星座金牛座。從屬於Mausu Promotion。

## 演出作品

### 電視動畫
- 阿拉德戰記 ～Slap Up Party～（胴元的阿姨）
- 水星領航員動畫（老奶奶）
- 海貓鳴泣時（熊澤千代）
- 御伽草子（旁白）
- 殺戮都市（熊井千津）
- 小邦的一家蘭蘭（老奶奶）
- cosmo warrior零（老奶奶）
- 浪潮線藍（奶奶）
- DT Eightron（芭芭拉）
- 哆啦A夢（大雄的奶奶，2006年6月30日－）
- 七龍珠GT（麗爾卡）
- 西方善魔女（賽爾瑪）
- 二十面相少女（奶媽）
- 蜂蜜與四葉草（瑞枝）
- 世界名作劇場系列
  - 小婦人物語 南與喬老師（艾西亞）
  - 七海的堤可（奈奈美的外婆）
  - 羅密歐的藍天（愛達·羅西）
  - 無家可歸的孩子蕾米（蘿辛、西蒙妮）
  - 悲慘世界 少女珂賽特（老婆婆）
  - 波菲的漫長旅程（老婆婆）
- 緣之空（春日野操）

2006年
- 櫻蘭高校男公關部（前園志麻）

2014年
- 元氣囝仔（木下商店店長）

2015年
- 名侦探柯南（淡路友江）

2016年
- 名侦探柯南（寺門重美）

2017年
- 名侦探柯南（甲田由）
- 此花綺譚（老狐妻）

### 遊戲
- 海貓鳴泣時 ～魔女與推理的圓舞曲～（熊澤千代）
- 黃金夢想曲（熊澤千代）
- 捉猴啦（新體操教練）

### 外語片配音
- 我愛佩克（米瑪瑪）
- 唱歌吧！為了蘿麗塔（克拉拉）
- 星艦奇航記：銀河前哨（莎拉）
- 我們的幸福時間（莫妮卡修女）

### 電視連續劇
- 女太閤記（末）
- 帶你去看海（坂本護士）

## 外部連結
- 事務所公開簡歷 （页面存档备份，存于）（日語）